# Parapsicología

Las primeras investigaciones parapsicológicas, utilizaron las llamadas cartas Zener, en experimentos diseñados para tratar de probar la posibilidad de comunicación telepática.

La parapsicología —del griego clásico παρά (junto a, al lado o al margen de), ψυχή (alma, mente) y λογία (tratado, discurso) y que puede traducirse como «examen de lo que está junto a la mente o al alma»—  es el estudio teleológico de diversos fenómenos y potencialidades de la psique humana, cuyos hipotéticos mecanismos de acción contradicen a las leyes de la física definidas en la actualidad. Sus indagaciones elementales se centran en la percepción extrasensorial, telepatía, precognición, clarividencia, psicoquinesis, psicometría, sincronicidad, etc. Asevera que tales prodigios son una condición latente del ser humano, que descubre paulatinamente conforme al conocimiento de sí mismo y el entorno.
Estas afirmaciones son tildadas de pseudocientíficas para el modelo científico tradicional, ya que las investigaciones al respecto no han logrado pruebas convincentes que la respalden.

## Aspectos preliminares

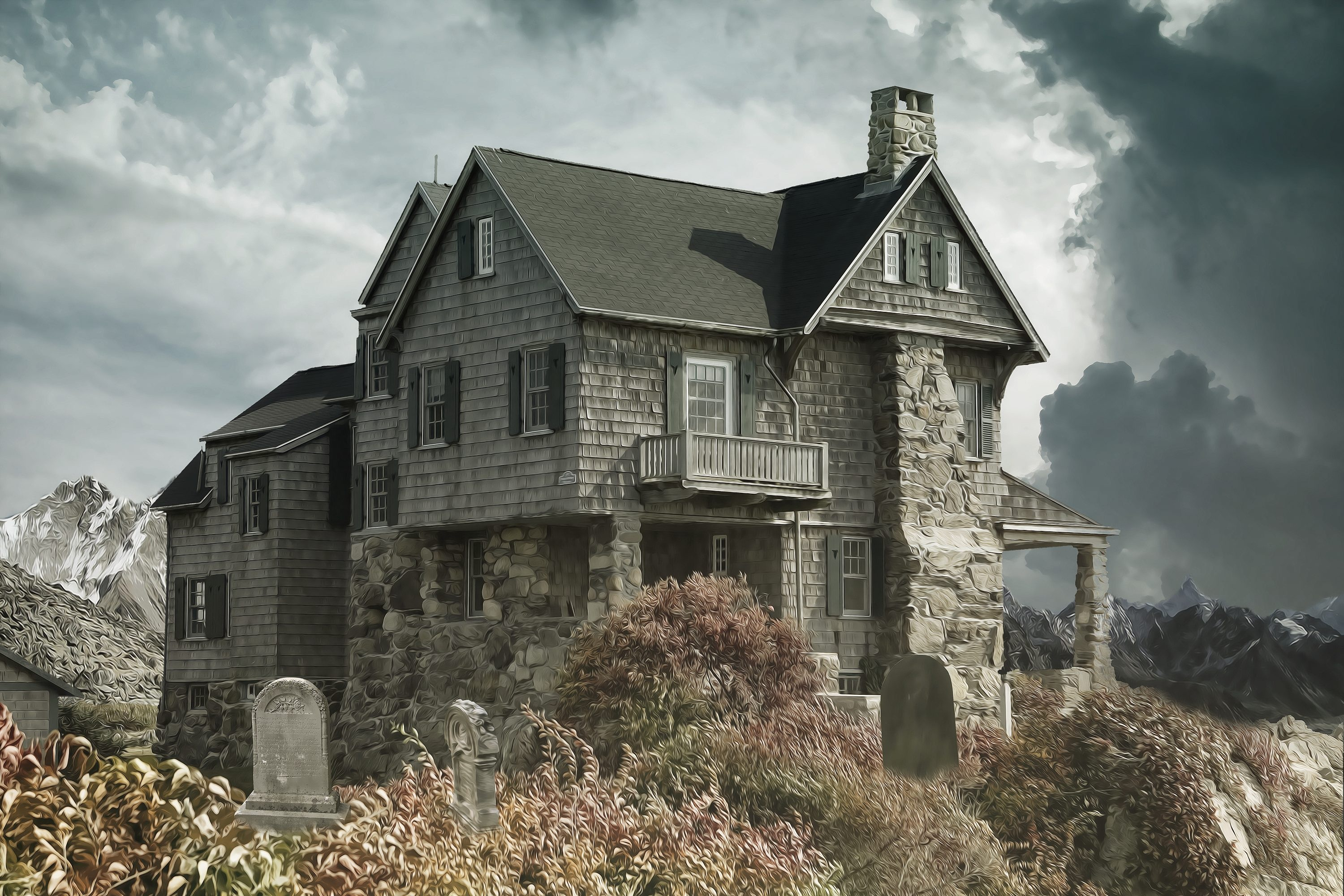
Estereotipo de una casa encantada.

Formalizada a fines del siglo XVIII como una disciplina de abordaje paranormal, las resoluciones de la parapsicología suscitan arduas controversias.
Sus inclinaciones metafísicas, la falta de evidencias empíricas, la tergiversación banal de conceptos científicos y las prácticas lucrativas que burlan la credulidad de la gente la han descalificado de ser un fraude. 
Sus detractores refutan a las supuestas manifestaciones 'paranormales' como una expresión de eventos naturales acordes a las variables de la física, que al ser infrecuentes, se los interpreta erróneamente con sesgo ideológico para afianzar las supersticiones preconcebidas. Niegan que facultades 'superlativas' como la telepatía o la precognición estén al dominio del hombre, ya que se necesitaría un sustrato neurofisiológico específico y una cuantiosa demanda energética para ejecutar semejantes operaciones. Sin embargo, los estudios del cerebro no indican naturaleza de este tipo.
No obstante, tales argumentos han sido cuestionados por su negacionismo simplista y arbitrario en la definición del ser humano, puesto que existen inusitados interrogantes respecto a la conciencia, la mente, el cerebro y sus correlaciones que la ciencia aún no logra comprender, ni mucho menos reproducir en un laboratorio, por lo que estas limitaciones no dan certezas para sostener una postura definitiva al respecto ni mucho menos creer que solo existe lo que está comprobado, al punto de confundir ciencia como sinónimo de verdad. 
La parapsicología objeta que la dificultad para certificar que estas aptitudes 'extraordinarias' son propias de la especie humana, reside en la complejidad de sus mecanismos, aparentemente disimiles al comportamiento cerebral y psíquico ordinario, por lo que es imposible replicarlos y entender como están relacionados, debido a las limitaciones técnicas para medirlas y el desconocimiento que aun se tiene respecto a las capacidades cognitivas propias del ser humano. (memoria, pensamiento, emociones, etc.) 
Desde las últimas décadas, fenómenos inusuales como las experiencias cercanas a la muerte, la hipnosis, el efecto placebo, el Síndrome de Savant, etc., han generado un creciente interés y se los describen con mayor frecuencia en la literatura médica, ya que parecen violar los principios de la biología y exponen serias dudas acerca de los sistemas implicados.
El eminente cirujano español Manuel Sans Segarra resultaría atentado por su propia racionalidad tras el testimonio de un paciente, que estando en muerte clínica, atravesó una Experiencia cercana a la muerte y posterior a ser reanimado, dio detalles exactos de lo sucedido en la sala de reanimación, dejando estupefacto a los médicos presentes, ya que no tenía signos vitales para poder registrar el suceso. Desde entonces, Segarra documentaría cinco casos más y encontraría respuestas para estos eventos en la física cuántica:

Existiría una conciencia que tiene continuidad fuera del cerebro y que persiste después de la muerte física: denominada conciencia no local o "supraconciencia". Esta conciencia podría explicar los experimentos a los que fueron sometidas las personas que han vivido una ECM, como presentarles un objeto exclusivo durante la muerte clínica y, tras la recuperación del paciente, en pruebas de neuroimagen detectarse actividad cerebral en el lóbulo occipital (que procesa la visión) al describir con exactitud el objeto particular que ha observado. Siendo técnicamente imposible que el cerebro pueda ejecutar una acción tan compleja mientras los medidores indican nula actividad vital.

El psicólogo y neurocientífico mexicano Jacobo Grinberg, en su teoría sintérgica sostuvo:

La realidad que percibimos es una de tantas posibles. La decodificación del entorno forjan nuestras suposiciones mediante una estructura orgánica [mente-cerebro] que, aunque magníficas sus proezas, se engaña suponiendo reflejar una realidad objetiva y desconoce que es creadora de su propia experiencia.

El psiquiatra y psicólogo suizo Carl Gustav Jung, junto al Nobel de física austríaco Wolfgang Pauli, teorizaron acerca de aquellos eventos que ignoran la relación causa-efecto con el término sincronicidad:

Una dinámica de interacción entre los aspectos mentales y la materia que se presentan sin causa aparente pero relacionados entre sí, que al ser racionalmente inexplicables se desestiman como simples 'casualidades'. El reloj se detiene a la hora de morir su dueño, se recibe una llamada de la persona a quien se pensaba en el momento, premoniciones oníricas, etc.

La parapsicología alega que estos fenómenos responden a una naturaleza psíquica vinculada pero no sujeta al espacio–tiempo del hombre, cuyo potencial latente le es aún desconocido en su estadio evolutivo actual, aunque los irá develando progresivamente para poder asimilarlos.
A pesar de más de un siglo de investigación con escasos resultados, la parapsicología continúa vigente, ya que tampoco ninguna otra hipótesis contraria a sus postulados metafísicos ha podido comprobarse, ni se ha logrado formular una Teoría Única de la Mente que vincule a todas las disciplinas que estudian al ser humano y sus facultades. 

## Origen y etimología
La palabra «parapsicología» fue acuñada por primera vez por el psicólogo, teórico de la estética y filósofo alemán Max Dessoir (1867-1947) en junio de 1889 en un artículo publicado en la revista alemana Sphinx:

Si por analogía con términos tales como para-gnesis, para-gogo, para-grafo, paralogismo, paracusia, paralogismo, paranoia, parangón, etc. señalamos con el prefijo para a algo que va más allá de lo corriente, o va, por así decir, al lado de lo normal, podemos llamar (acaso) «parapsíquicos» a aquellos fenómenos que surgen del desarrollo normal de la vida mental, y por lo tanto Parapsicología a la ciencia referente a ellos. El término no es bello ni elegante, pero a mi entender tiene la ventaja de caracterizar brevemente un área limítrofe hasta ahora innominada, entre los estados usuales normales y los patológicos. Y en realidad tales neologismos no tienen más que el valor limitado de su utilidad práctica.
Sphinx, número 7, pág. 42

El término proviene del griego para: ‘junto a’, psico: ‘mente’ y logía: ‘estudio’).
Este término sustituyó a «investigación psíquica» y «metapsicología» que venían utilizándose desde décadas atrás para nombrar la investigación de los fenómenos paranormales.

## Historia

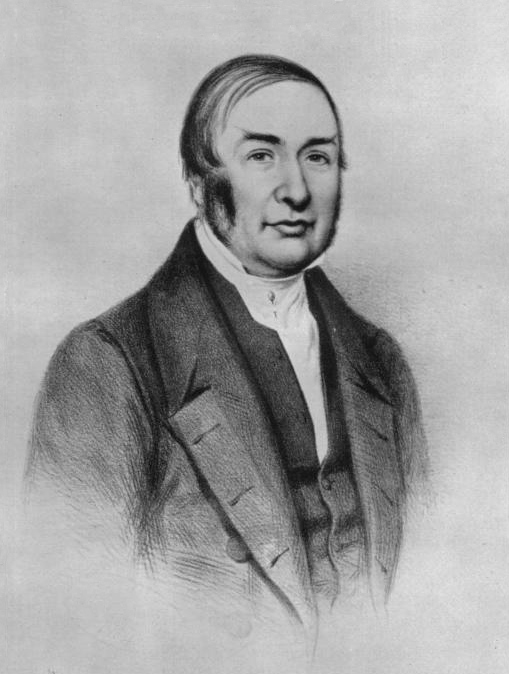
James Braid, desarrollador de la hipnosis.

En 1882, William Barret y Jules Romanes fundaron en Londres la Society for Psychical Research (Sociedad para la Investigación Psíquica) con el propósito de investigar «una gran cantidad de fenómenos designados por términos como hipnótico, psíquico y espiritualístico». Otra asociación contemporánea fue la London Dialectical Society.
Años más tarde, el médico y filósofo francés Franz Anton Mesmer (1734-1815) afirmó haber descubierto el magnetismo animal o mesmerismo, dando amplia publicidad del mismo en 1775. Con esta técnica pretendía ejercer un influjo terapéutico sobre sus pacientes con una finalidad de curación, utilizando un medio etéreo llamado «pase magnético», que no era sino la antesala de lo que más tarde llamaríamos hipnosis, estudiada y desarrollada más ampliamente en 1842 por el neurocirujano James Braid, que publicaría al año siguiente Neurypnology: or the rationale of nervous sleep, donde la calificaba de «sueño nervioso». James Braid, no obstante, consideraba incorrecta la hipótesis de que el pase magnético era un fluido etéreo.[cita requerida]
A finales del siglo XIX, el espiritismo recibió la mayor atención de la sociedad en general y las revistas de moda.
En 1919 se fundó en París el Institute Metapsychique Internationale, en cuyas actividades participaron Pierre Janet, Charles Richet y Theodore Flournoy, y que incluían entre otras el automatismo, la hipnosis telepática y la mediumnidad. Tras la Segunda Guerra Mundial se creó la primera cátedra de parapsicología en la universidad de Utrecht, bajo la tutela de Tenhaeff. En Europa del este y la actual Rusia las investigaciones se centraron en la hipnosis y la telepatía, fundamentalmente de la mano del fisiólogo Leonid Leonidovich Vasiliev (1891-1966), que intentó demostrar que la hipnosis era producida por la irradiación de las «ondas cerebrales», sin obtener resultado. Durante el estalinismo estas investigaciones fueron ridiculizadas y reprimidas.

### División periódica de Richet

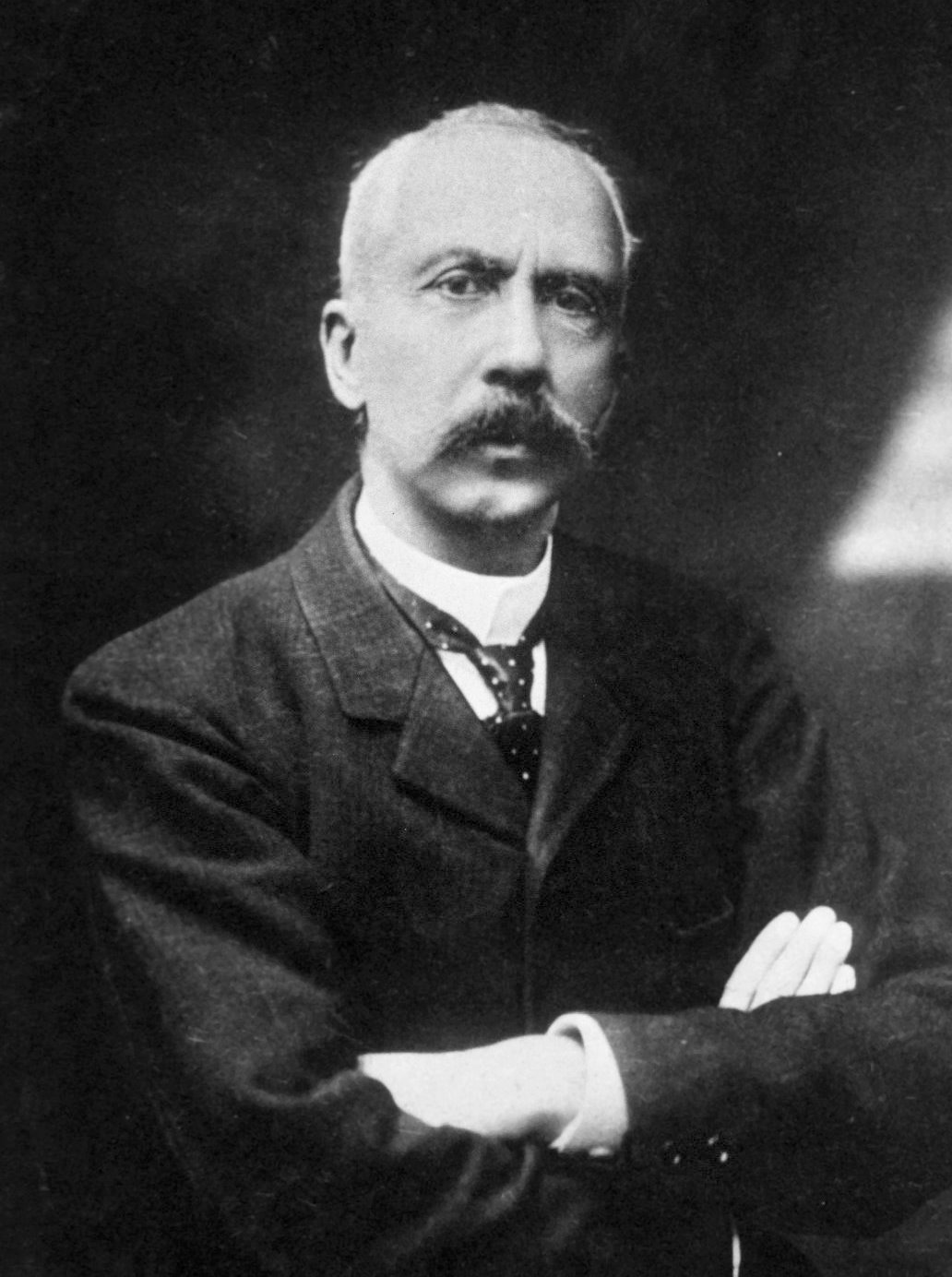
Charles Robert Richet efectuó esta división.

En 1922, Charles Robert Richet (1850-1935) publicó Traité de métapsychique, donde dividía la historia de los fenómenos paranormales en cuatro etapas:

#### Periodo mítico
Se extendería desde la antigüedad hasta Mesmer y su magnetismo animal (en 1778). Según Richet, la antigüedad tiene más importancia histórica que científica, ya que no existe la razón, sino los libros religiosos.

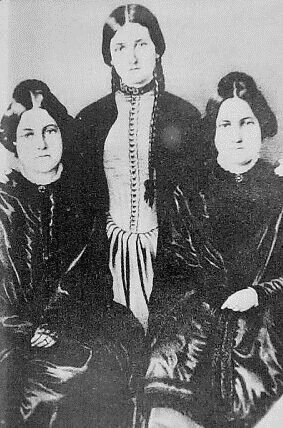
Las hermanas Fox.

[...] Pertenece a los historiadores, más bien que a los científicos, buscar en las viejas religiones y las antiguas tradiciones populares todo lo que se ha dicho acerca de lo sobrenatural, lo oculto, lo mágico, lo incomprensible. Este viaje a través de los libros sagrados, los cábalas, las magias, presenta poco interés científico. [...]
 Richet - III. Historia - periodo mítico

#### Periodo magnético
Desde Mesmer y su magnetismo animal (en 1778) ―precedente de la hipnosis― hasta las hermanas Fox en 1847.

Con Mesmer, todo cambia: Mesmer fue el iniciador del magnetismo animal, que, sin ser confundido con el metapsiquismo, sin embargo, está muy unido. [...]
 Richet - III. Historia - periodo magnético

En 1639, un siglo antes que Anton Mesmer, se publicó en Europa un libro titulado The sympathetical powder of Edricius Mohynus of Eburo (el polvo simpático de Edricius Mohynus de Eburo), que explicaba cómo las heridas podían ser supuestamente curadas sin contacto con ellas, a distancia y mediante la «facultad directiva y la virtud» que podría aportar la virtud del «polvo simpático» en una toalla o servilleta con sangre. Según el libro, el concepto central sería inyectar la «buena voluntad» o el «deseo positivo» sobre la herida. Según el autor el «poder simpático» dependería de las estrellas como imitadoras de las influencias que sobre ellas se ejercen. Sin embargo, Francis Barrett lo atribuía, en su obra «El mago, un completo sistema de filosofía oculta», a la inteligencia por su poder de dirigir las ideas que son engendradas por la «caridad» o el «deseo de buena voluntad».
El fraile dominicano Uldericus Balk escribió en 1611 en Fráncfort del Meno La lámpara de la vida, donde afirmaba que existía una «cura magnética» de varias enfermedades como la hidropesía, la gota o la ictericia, en un nuevo adelanto a las tesis de Mesmer.
En 1775, Mesmer anuncia mediante experimentos y sanaciones una nueva técnica de curación milagrosa que se basaría en el «pase magnético», un fluido etéreo que comunicaba las mentes y que permitiría ejercer un influjo sobre los seres biológicos, al que llamó «magnetismo animal» que luego derivaría en mesmerismo. El término «magnetismo animal» se utilizó para diferenciarse del «magnetismo planetario», «magnetismo cósmico» y «magnetismo mineral». La ayuda ulterior de Puységur (1751-1825) sería fundamental para el desarrollo de la hipnosis actual mediante su obra Rapport des cures opérées à Bayonne par le magnétisme animal, adressé à M. l'abbé de Poulouzat, conseiller clerc au Parlement de Bordeaux (1784).

#### Periodo espiritista

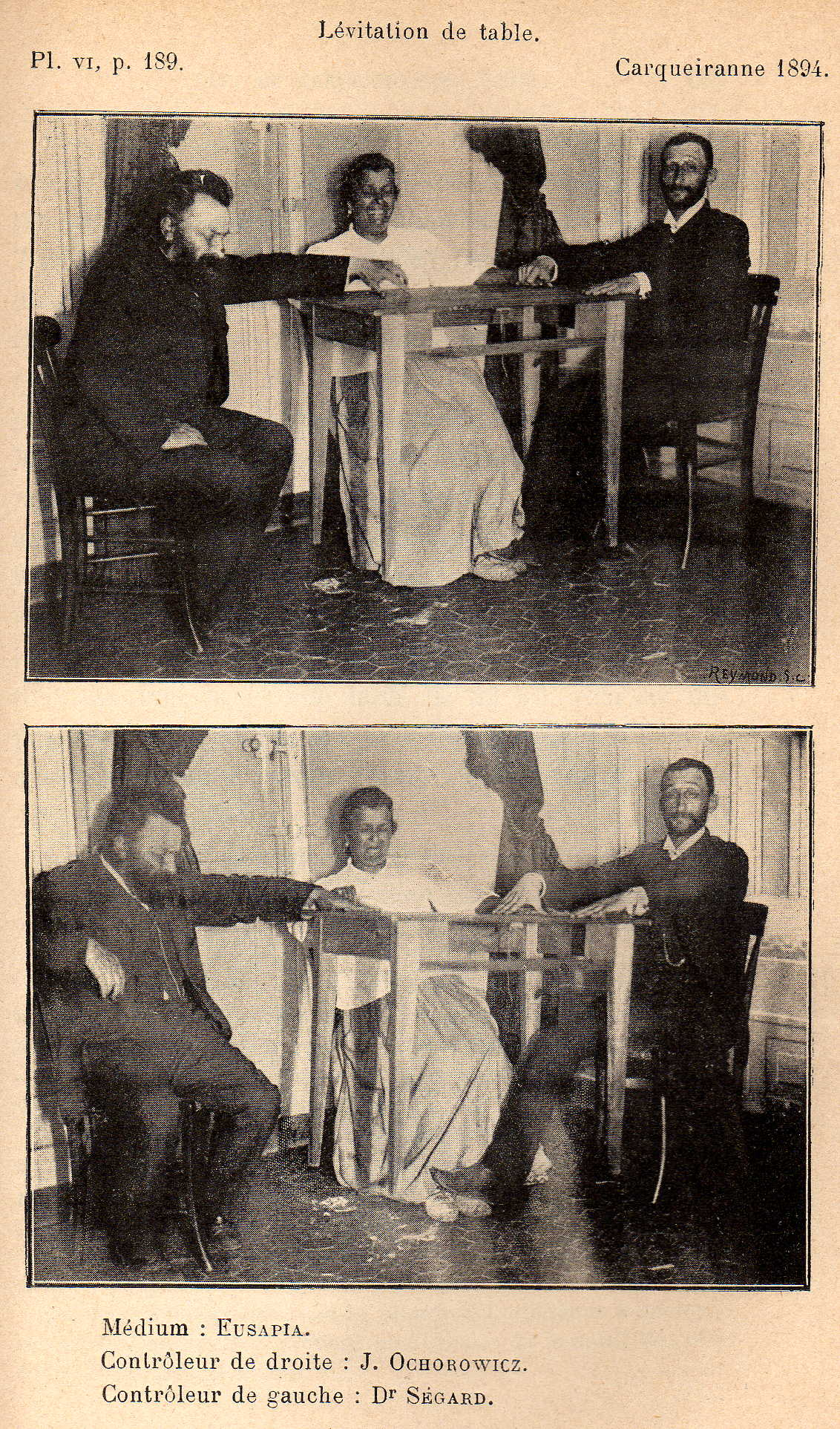
Fotografía de una médium con dos hombres en una sesión espiritista en el.

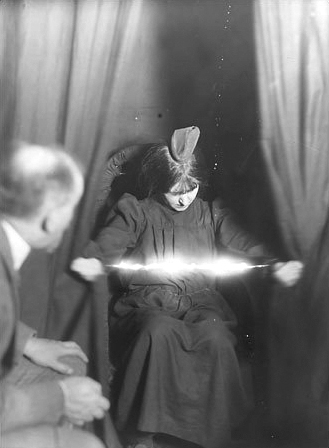
Un supuesto ectoplasma luminoso en manos una médium.

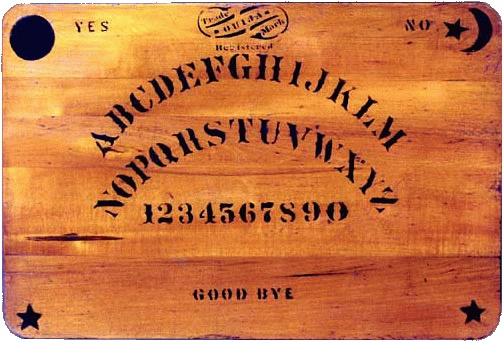
Tablero original de la ouija creado en 1891.

Desde las hermanas Fox 1847 a Crookes (1847-1872). Richet consideraba que el mesmerismo, después de todo, era una «terapia dudosa que no hacía ningún progreso». Para él las hermanas Fox (1847) habrían anunciado la llegada del espiritismo como hoy lo conocemos, y con él nuevas prácticas y formas de estudio que habrían resultado una evolución radical en la historia de la parapsicología.

En 1847, sobrevino un acontecimiento, insignificante en apariencia, pero en realidad de una importancia considerable, que nos introdujo en el mundo de hechos imprevistos y de doctrinas tan imprevistas como los hechos.
Richet - III. Historia - periodo espiritista

El momento exacto del nacimiento del espiritismo moderno es desconocido, pero se aproxima a la mitad del siglo XIX con la creación de la obra, denominada en su totalidad, Spiritist codification por el pedagogo francés Allan Kardec entre 1857 y 1868. Los libros que componen la colección son Le livre des esprits, Le livre des médiums, L'Évangile selon le spiritisme, Le ciel et l'enfer y La genèse, y son una compilación de preguntas hechas por Kardec y las respuestas supuestamente dadas por los espíritus con los que se comunicaba. Esta obra sienta, además, las bases de la doctrina espiritista. Kardec se influenció de las hermanas Fox (1814-1893), de Franz Mesmer (1734-1815) y la ouija de entonces.
Las hermanas Fox: Kate (1837-1892), Margaret (1833-1893) y Leah (1814-1890), suelen ser consideradas las fundadoras del movimiento espiritista o el espiritismo. En todo caso fueron las impulsoras principales del movimiento creado por Kardec y las sucesivas investigaciones sobre los fenómenos poltergeist en todo el mundo. En 1848 las hermanas se fueron de gira mostrando sus habilidades por Estados Unidos y el extranjero. El entusiasmo despertado fue tal, que el químico William Crookes escribió después de una sesión espiritista en Londres en 1871:

Testé los golpes de todas las formas concebibles, hasta que no hubo escapatoria de la convicción de que los sucesos no se producían mediante el engaño o medios [artilugios] mecánicos
Crookes, Londres en 1871

En 1888, no obstante, las hermanas confesaron públicamente que los ruidos habían sido provocados intencionalmente haciendo sonar las articulaciones de los dedos del pie o colgando una manzana de una cuerda y haciéndola golpearse en el piso. El sonido se desviaba de alguna forma, de modo que nadie fuera capaz de localizar la fuente de procedencia del mismo.

#### Periodo científico
Desde Crookes (1847-1872) hasta la actualidad. Richet consideraba que a partir de la investigación de Crookes se iniciaba una etapa de doctrina «científica» en contraposición a las religiosas y místicas que hasta entonces se habían llevado a cabo, afirmando que estaba dotada de la precisión deseada como en la química, la física y la fisiología.

[...] De 1869 a 1872, publicó las memorias, notables por la precisión del lenguaje y la severidad de la experimentación, que contrastaban con el estilo habitual de las publicaciones espiritistas. Era el advenimiento del período científico del espiritismo. [...]
Richet - III. Historia - periodo científico

### Inicio de las investigaciones racionales

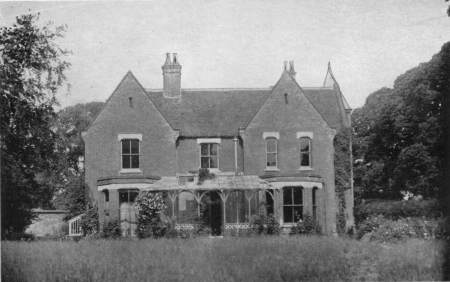
La Rectoría de Borley vista desde el jardín. Considerada una de las casas más «encantadas» de la historia.

Si bien los sucesos paranormales llevaban ya sucediéndose desde principios de la historia, no fue hasta 1937 cuando se produjeron los primeros avances en la investigación parapsicológica, de la mano del psíquico inglés Harry Price. La Rectoría de Borley, en Inglaterra, fue el desencadenante. Desde 1863 se reportaron fenómenos de diversa índole, en ocasiones de gran violencia; el espectro de fenómenos abarcaba absolutamente todas las modalidades fenomenológicas descritas en la parapsicología. Harry Price elaboró, mediante la ayuda de 38 observadores voluntarios dentro de la casa, un registro detallado de todos los acontecimientos paranormales que sucedían, para más tarde expresar sus conclusiones en The Most Haunted House in England: Ten Years' Investigation of Borley Rectory (La casa más encantada de Inglaterra: diez años de investigación en la Rectoría de Borley) en 1940.

### Posibles explicaciones

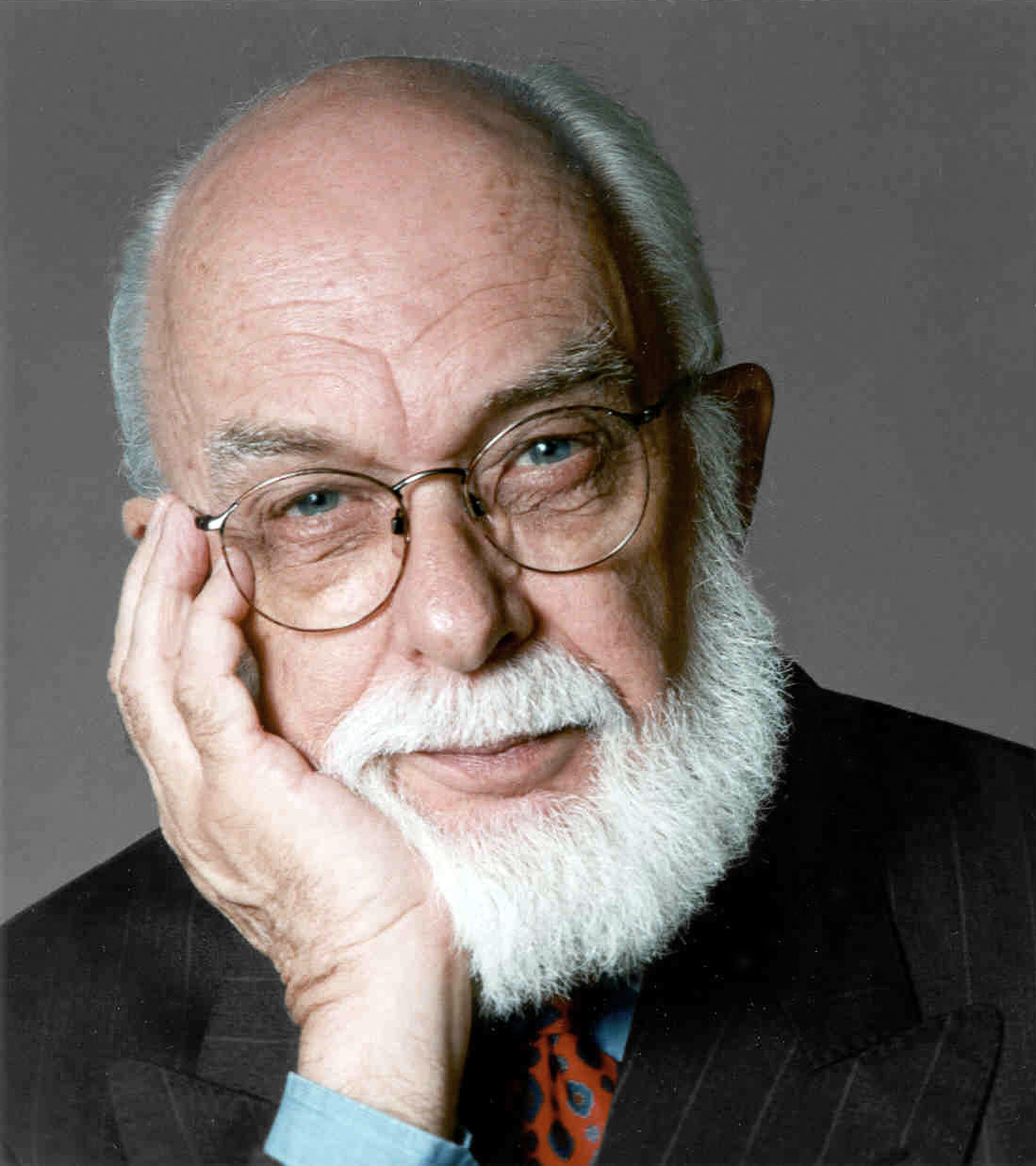
El escéptico ilusionista James Randi prometió una alta suma de dinero a quien demostrase una evidencia creíble de la existencia de lo paranormal.

Algunos tipos de fenómenos paranormales tienen ya una respuesta científica válida y razonable.
Los fenómenos visuales pueden deberse a simples alucinaciones, a la resonancia de sonidos de baja frecuencia en el humor vítreo del ojo o a estados alterados de conciencia, como la duermevela.[cita requerida]
Edgar Mauer, en su libro Of spots before the eyes (1952), argumenta que muchos fenómenos visuales tienen explicación física dentro del propio ojo. Ciertas células del humor vítreo proyectarían sombras en la retina. Adicionalmente, los flashes visuales pueden tener origen en simples estimulaciones mecánicas (entrar en contacto con el ojo) que producen el envío de señales eléctricas al cerebro que son interpretadas como luz; este sería el origen de los fosfenos.
Los fenómenos sonoros capturados (llamados psicofonía) pueden deberse a interacciones entre el equipamiento eléctrico y ciertas aberraciones en los campos magnéticos, de igual manera el movimiento de objetos no puede deberse a una pérdida temporal de la gravedad en un área concreta del espacio.
El consumo de drogas psicodélicas o enteógenas inconscientemente es otra posibilidad, al igual que una esquizofrenia no diagnosticada o tratada.
Existe, según numerosos estudios, la psicosis inducida por estimulantes, entre los que se destacan las anfetaminas, la cocaína y en menor medida, la cafeína. Esto puede ser una causa de ciertos fenómenos paranormales. Los síntomas abarcan delirios, alucinaciónes y catatonia, entre otros.

## Hipótesis

### Universos paralelos y espacio-tiempo

Muestra cada universo como una de las tiras, y cada fotograma como un cuanto de tiempo, ahí vemos los fotogramas ser paralelos los unos con los otros mostrando las diversas posibilidades coexistiendo paralelamente. Cada tira correspondería a un universo. Aunque el gráfico muestra ilustrativamente solo dos universos, en teoría habría tantos universos como posibilidades de cambio.

En las ecuaciones de campo de Einstein, de la relatividad general, se define una relación proporcional entre la materia y la curvatura del espacio-tiempo alrededor de la misma.
{\displaystyle G_{\mu \nu }={8\pi G \over c^{4}}T_{\mu \nu }}
Esto induce a distintas resoluciones, exactas o inexactas. Alguna de tales resoluciones exactas incluye la posibilidad de que los agujeros negros sean un vínculo de acceso a universos paralelos. Los universos paralelos formarían parte de un todo multiplexado; cada posibilidad en la sucesión de un determinado evento, infinitas combinaciones de posibilidades, correspondería a uno de los planos dimensionales, cada uno paralelo al plano adyacente que continuarían su curso naturalmente.
La interconexión del plano actual con alguno de estos planos, mediante algún mecanismo desconocido actualmente, permitiría cambios de naturaleza física en el entorno.[cita requerida]

### Aberraciones de los campos geomagnéticos
Los campos magnéticos terrestres son producidos naturalmente, se cree que por el movimiento continuo del hierro fundido en el núcleo terrestre. Este campo terrestre tiene una intensidad de flujo del orden de los 500 mG. Esta peculiaridad, unida a diversos hechos, como el incremento de la actividad sísmica a lo largo de zonas de fallas, la actividad eléctrica durante las tormentas y las características de ciertos minerales conductores en determinadas áreas, inducen probablemente a un incremento de la intensidad del flujo geomagnético. Ciertas personas con daño cerebral o hipersensibilidad de sus lóbulos temporales pueden ser más susceptibles de experimentar sucesos paranormales. Estadísticamente existe correlación entre los fenómenos de incremento de la actividad geomagnética con experiencias con familiares difuntos. La estructura de las construcciones humanas y la geología del lugar afectan indudablemente a determinada casuística.
Esta teoría ha sido corroborada sin mucho éxito fuera del mundo científico, relacionándola generalmente con la presencia de agua, utilizando técnicas pseudocientíficas, como la radiestesia. No existe actualmente evidencia en la alteración del movimiento de los péndulos radiestésicos producida por la existencia o no de ciertos campos electromagnéticos.[cita requerida]
El estudio Consistent magnetic-field induced dynamical changes in rabbit brain activity detected by recurrence quantfication analysis (2002), reveló la relación entre los cambios de la intensidad del flujo magnético, de 2,5 gauss, y los cambios en la actividad cerebral de varios conejos, mediados directamente por el N-metil-D-aspartato y los α(2)-adrenoreceptores cerebrales. Esto fue probado usando un método no lineal de análisis.

### Telepatía y ondas electromagnéticas de baja frecuencia
De acuerdo a Hoyt L. Edge y J. Finley Hurley, durante la era soviética muchos científicos afirmaban que los fenómenos psi, en especial aquellos de telepatía, tenían bases físicas. Ferdinando Cazzamali en los años 20, mediante una serie de estudios efectuados, alegó que los fenómenos de telepatía sucedían mediante algún tipo de radiación electromagnética. Dado que la comunicación telepática persistía tras colocar barreras como jaulas de Faraday, que teóricamente debían bloquear cualquier tipo de flujo electromagnético entre el emisor y el receptor, la mayoría de los parapsicólogos rechazaron esta teoría. Persinger, M. Kogan y otros científicos alegaron que un tipo de radiación electromagnética de muy baja frecuencia (ELF), entre los 3 y 300 Hz, podrían tener la habilidad de penetrar estos obstáculos.

### Orbes y la reflexión lumínica

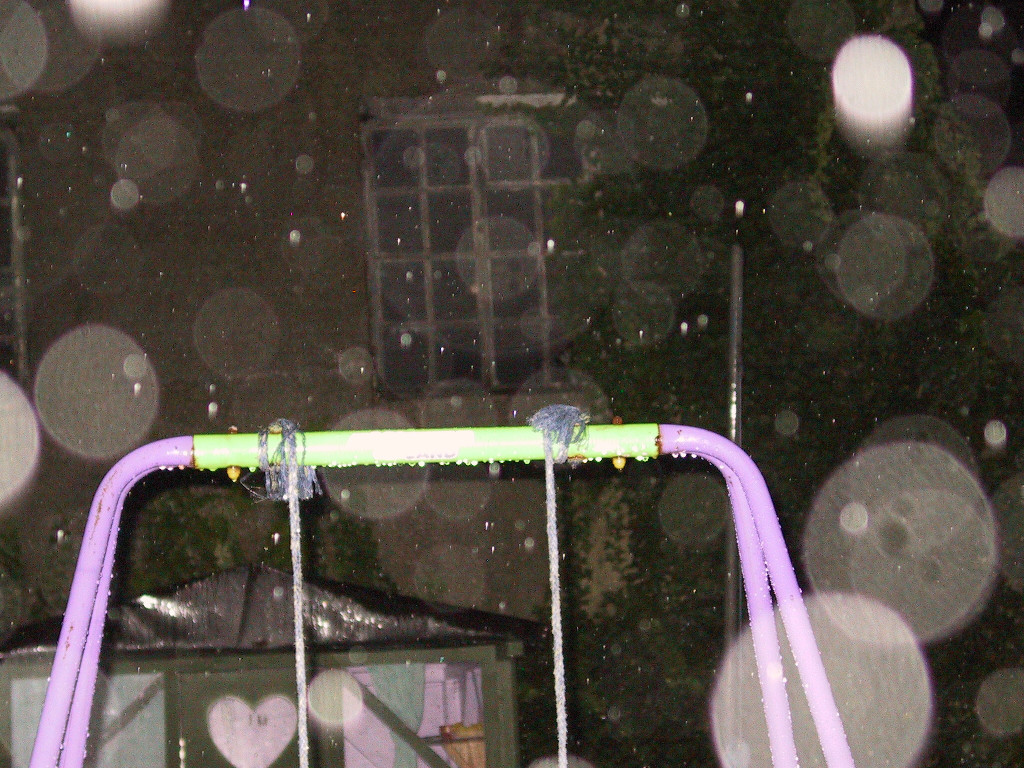
Aquí se muestran orbes durante lluvia. Las partículas involucradas son las propias gotas de agua, y el flash, el elemento que media en el fenómeno.

La teoría parapsicológica define la existencia de orbes, un fenómeno visual, como la manifestación evidente de ciertas entidades en el flujo del espacio-tiempo. La ciencia ha demostrado que se deben fundamentalmente a un efecto óptico generado por la reflexión de la luz de los dispositivos fotográficos y de vídeo en partículas de diversa naturaleza. Estas partículas son generalmente polvo, nieve, gotas de agua y otras partículas en suspensión y movimiento por el aire.
La existencia de este fenómeno se produce por tres factores fundamentales: La corta distancia entre el dispositivo electrónico, la intensa luz proveniente del flash y el pequeño tamaño de la partícula. La corta distancia hace que la incidencia de la luz en la partícula sea mayor, su pequeño tamaño impide que el aparato lo enfoque correctamente, de modo que se genera un «efecto lupa» que incrementa de sobremanera el tamaño de la partícula. La forma del orb es generalmente circular, aunque esto dependerá de la forma de la propia partícula, por lo que existen variabilidades.

## Investigación
La parapsicología es una pseudociencia; ello es así porque cuando las pruebas científicas no dan el resultado esperado se ignoran, solo usándose las favorables, aunque no se puedan refrendar o reproducir. Fuera de esto no utiliza el método científico, aunque utilice ocasionalmente metodologías experimentales. En esencia, y descartado el gran porcentaje de fraude que asume la propia parapsicología sobre los supuestos hechos que estudia, se centra en la posible existencia de la percepción extrasensorial y la telepatía. También se podrían incluir en el campo de la parapsicología el análisis de experiencias cercanas a la muerte o la telequinesis. No está demostrada la existencia de ninguno de estos fenómenos.

### El elemento psi
El psi es una entidad creada para intentar comprender la supuesta mecánica de los fenómenos parapsicológicos, entre los que se incluirían la percepción extrasensorial, la telepatía, la clarividencia, la precognición, la psicoquinesis, los poltergeist, las experiencias cercanas a la muerte, la mediumnidad, las experiencias extracorpóreas o la sanación milagrosa.
| Elemento psi              | Elemento psi |
| ------------------------- | --- |
| Percepción extrasensorial | |
| Telepatía                 | Comunicación de cerebro a cerebro. |
| Visión remota             | Conocer un acontecimiento a distancia sin tener información previa sobre él o contacto mediante alguno de los sentidos convencionales al mismo. |
| Precognición              | Conocer un evento futuro sin tener información previa sobre él o suponerlo por consecuencias producidas por causas naturales.                   |
| Retrocognición            | Conocer un evento pasado al contacto con un objeto representativo sin obtener información previa sobre el mismo o suponerlo por sentido común.  |
| Psicokinesis              | |
| Macropsicokinesis         | Tener influencia de algún tipo sobre objetos de gran tamaño: - Involuntaria o inconsciente como poltergeist - Voluntaria y consciente           |
| Micropsicokinesis         | Influencia sobre eventos aleatorios u objetos de pequeño tamaño.                                                                                |
| Biopsicokinesis           | Influencia sobre organismos biológicos. |

Véase también: Lista de poderes psíquicos.

### Presencia en instituciones educativas
Existen algunos programas de investigación e incluso algunas cátedras sobre parapsicología, como la de la Universidad de Edimburgo, Gran Bretaña, y otros programas en universidades como la Universidad Duke, EE. UU..[cita requerida]
En 1953 en la Universidad de Utrecht (Países Bajos) creó una cátedra de parapsicología. En 1960, en la Universidad de Leningrado (actual San Petersburgo, Rusia) comenzó a funcionar un instituto para el estudio de los efectos psíquicos. En los Estados Unidos, en la Universidad de Virginia, se funda una cátedra de parapsicología. En 1976, Ramos Perera, presidente de la Sociedad Española de Parapsicología, se convirtió en el primer profesor de Parapsicología en la Universidad Autónoma de Madrid.
La Parapsychological Association es la asociación profesional de parapsicólogos en Estados Unidos. Probablemente el mayor respaldo recibido en su historia ocurrió en 1969, cuando la American Association for the Advancement of Science (AAAS: asociación estadounidense para el avance de la ciencia) la reconoció como miembro de pleno derecho. Este es uno de los argumentos que suelen aducir los partidarios de la parapsicología para afirma la seriedad de su disciplina.
En la inmensa mayoría de los países el estudio de la parapsicología no forma parte de los estudios reglados por sus gobiernos respectivos. En todo caso y fuera de la educación reglada, existen ciertas instituciones que imparten formación en parapsicología.

## Críticas y controversias

### No es una disciplina científica

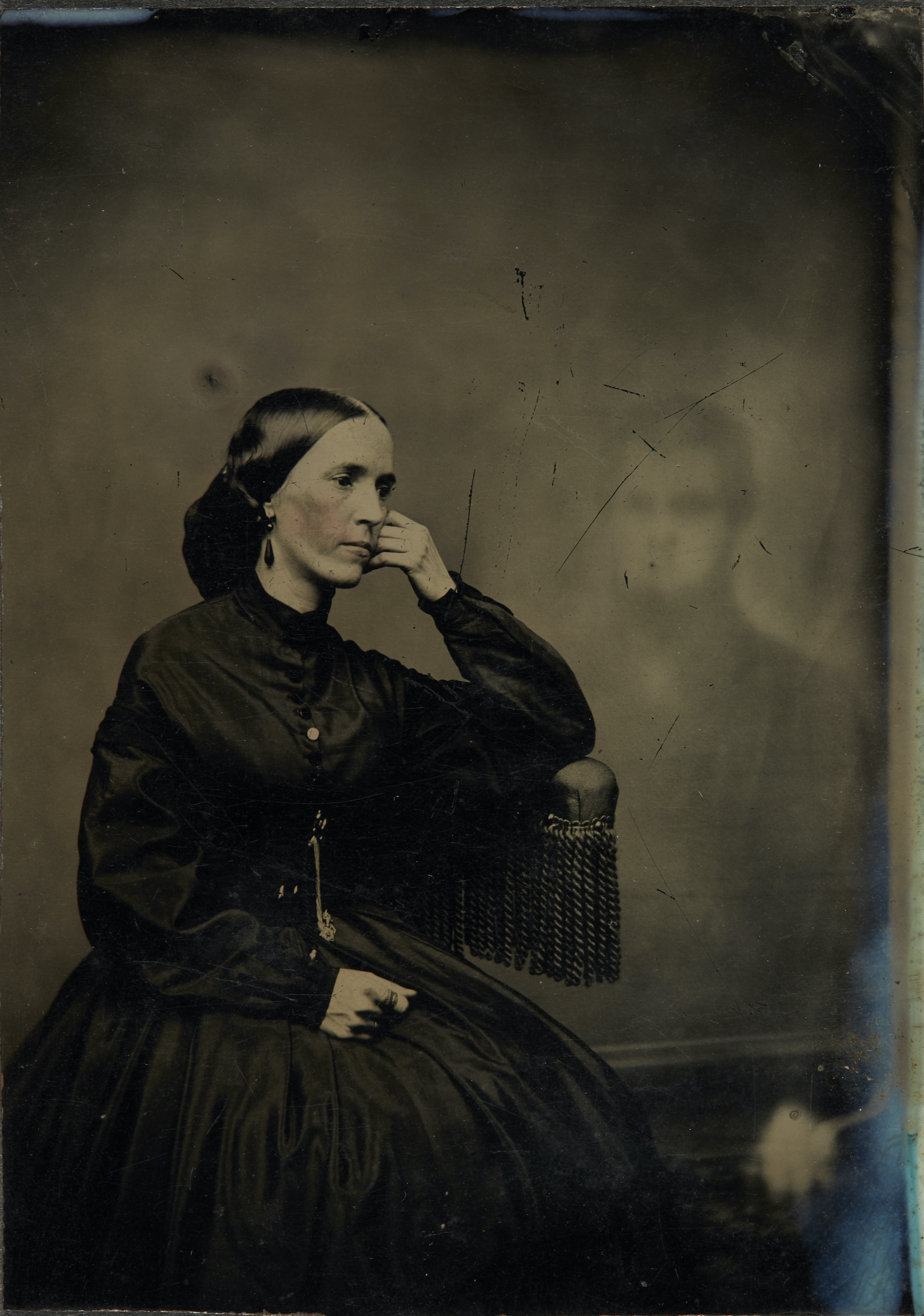
"Fotografía espiritual" de una mujer y un fantasma (1865).

La condición de pseudociencia de la parapsicología se basa en que el uso del método científico es necesario en su totalidad, y el mero uso de «metodologías experimentales» no es sinónimo de ello ni suficiente para otorgar estatus científico a una disciplina. Así, la investigación de la parapsicología no encaja dentro de los modelos teóricos estándar aceptados ni por las ciencias naturales ni en la psicología, dentro de las ciencias sociales. Se necesita, además, que la disciplina en cuestión, a partir del verdadero y/o completo uso del método científico produzca alguna teoría (comprobable y por tanto demostrable por el método científico) que pueda relacionarse con el cuerpo de conocimientos científicos actualmente aceptados, es decir, que pueda 'engranarse' con el resto de los conocimientos. Hasta la fecha, la parapsicología no ha producido ninguna teoría de este tipo, por lo que en su estado actual es considerada una disciplina pseudocientífica. Adicionalmente, tampoco se ha probado la existencia de ningún fenómeno paranormal bajo condiciones controladas de laboratorio. Los defectos metodológicos proporcionarían la mejor explicación para los aparentes éxitos experimentales, en lugar de las anómalas explicaciones ofrecidas por muchos parapsicólogos.
No obstante, sistemas como la hipnosis, años atrás considerada como parte de lo paranormal, parapsicológico y anticientífico, hoy en día es aceptada por la ciencia.[cita requerida]

### Críticas
En EE. UU. existe desde el año 1996 la Fundación Educativa James Randi del ilusionista y escéptico James Randi, dedicada a desenmascarar las falsedades en torno a los supuestos fenómenos paranormales. La fundación ha venido ofreciendo la suma de un millón de dólares de EE. UU. a quien consiga, bajo condiciones controladas de laboratorio (y supervisadas por la fundación), demostrar un solo fenómeno paranormal como los anteriormente mencionados. Hasta ahora nadie ha podido hacer una demostración satisfactoria. Ya en 1964 James Randi, como particular, había ofrecido la suma de $ 1000 dólares de EE. UU. para la misma finalidad, posteriormente ha aumentado ese importe a 10 000 dólares de EE. UU.
Los requisitos para reclamar este premio no son triviales; los precandidatos deben pasar una prueba preliminar (que tiene menor importancia que la prueba formal) para filtrar a candidatos supuestamente prometedores de meros charlatanes. Sin embargo, hasta la fecha nadie ha logrado superar las pruebas preliminares de la Fundación.

### Escépticos
- Organización James Randi.
- El Ojo Escéptico, revista del Centro Argentino para la Investigación y Refutación de la Pseudociencia.
- Círculo Escéptico.
- Bunge-Escepticismo 2.ª Parte
- Organización-Psíquicos

### Creyentes
- Página web de la SEIP (Sociedad Española de Investigaciones Parapsicológicas).
- «Escépticos y creyentes», artículo en el sitio web Formarse.
- Instituto Mexicano de Parapsicología.
- Escuela de Parapsicologia, Ciencias Afines y Desarrollo Personal El Santuario

- Datos: Q179098
- Multimedia: Parapsychology / Q179098